# (6742) Biandepei
(6742) Biandepei (1994 GR) – planetoida z grupy pasa głównego asteroid okrążająca Słońce w ciągu 3,57 lat w średniej odległości 2,33 j.a. Odkryta 8 kwietnia 1994 roku w Kitami.